# Aran Hakutora
Aran Hakutora, all'anagrafe Alan Gabaraev (阿覧 欧虎?, in russo Ала́н Габара́ев?; Vladikavkaz, 31 gennaio 1984), è un lottatore di sumo russo.

## Carriera
Natali identici a due altri ex lottatori di sumo, Hakurozan e Rohō, fa il suo debutto ufficiale contemporaneamente a Yamamotoyama, rikishi giapponese famoso per la sua singolare stazza, nel gennaio 2007. Finisce il suo primo torneo in Jonokuchi con un perfetto 7-0, aggiudicandosi così il suo primo yusho. Le promozioni si susseguono velocemente e nel settembre 2008, ottenendo lo yusho nella categoria Jūryō, si assicura l'ingresso nella divisione superiore, la Makuuchi.
Nel 2010 termina i tornei di maggio e luglio con ottimi risultati, rispettivamente 12-3 e 11-4, ricevendo inoltre due kanto-sho consecutivi che gli permetteranno di essere promosso sekiwake, facendo così il suo primo ingresso nel sanyaku.
I basho successivi si concluderanno entrambi in makekoshi costringendolo ad una retrocessione nei maegashira. L'8 ottobre 2013, dopo aver concluso con un disastroso Make-Koshi il suo ultimo torneo (Aki-Basho 2013) Aran ha ufficializzato il proprio Intai, cioè il suo ritiro, confermando per altro i severi problemi fisici che lo hanno portato a tale decisione.